# Daoli
Daoli léase Dáo-Li (en chino:道里区, pinyin:Dàolǐ Qū) es un distrito urbano bajo la administración directa de la Subprovincia de Harbin, capital provincial de Heilongjiang , República Popular China. El distrito yace en una llanura con una altitud promedio de 119 m s. n. m. en las riberas del Río Songhua, ubicada en el centro financiero de la ciudad. Su área total es de 479 km² y su población proyectada para 2010 fue de 923 421 habitantes.

## Administración
El distrito de Daoli se divide en 23 pueblos que se administran en  20 subdistritos y 3 poblados.
Subdistrito
- Zhaolin (兆麟街道)
- Xinyang Road (新阳路街道)
- Fushun (抚顺街道)
- Gongle (共乐街道)
- Xinhua (新华街道)
- Chengxiang Road  (城乡路街道)
- Gongnong (工农街道)
- Shangzhi  (尚志街道)
- Stalin  (斯大林街道)
- Tongjiang (通江街道)
- Jingwei  (经纬街道)
- Gongcheng (工程街道)
- Anjing (安静街道)
- Anhe (安和街道)
- Zhengyanghe (正阳河街道)
- Jianguo (建国街道)
- Kang'an (康安街道)
- Aijian (爱建街道)
- Qunli (群力街道)
- Taiping (太平街道)

Poblados
- Xinfa (新发镇)
- Xinnong (新农镇)
- Yushu (榆树镇)